# Établissements Kuhlmann

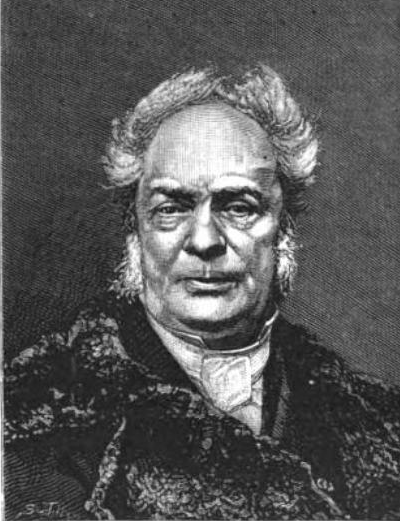
Frédéric Kuhlmann

Les Établissements Kuhlmann sont un groupe industriel français fondé par le Pr Frédéric Kuhlmann en 1825, dans la chimie. Onzième plus grosse capitalisation boursière française en 1936, le groupe devient ensuite Ugine-Kuhlmann en 1966, puis Pechiney-Ugine-Kuhlmann en 1971.

## Histoire
Frédéric Kuhlmann est un ancien élève du chimiste Nicolas Vauquelin. En 1823, il devient professeur titulaire de la chaire municipale de chimie appliquée aux arts industriels de Lille, rue du Lombard, transformée en École des arts industriels et des mines (École centrale de Lille) en 1854.
Il fonde les Établissements Kuhlmann, grâce à un peu d'argent de sa famille et de ses élèves. Très vite actif dans la production d'engrais et de colorants, le groupe industriel fut pionnier pour développer des superphosphates commercialisés comme fertilisants aux producteurs de betteraves à sucre lillois, ce qui l'amène à implanter une usine à La Madeleine en 1847, puis à Amiens et Saint-André-lez-Lille en 1852. Les Établissements Kuhlmann sont alors aussi appelés « Manufacture des produits chimiques du Nord ». Installés aussi à Nantes dès 1917 et à Paimbœuf en 1919, les Établissements Kuhlmann deviennent dans l’Ouest de la France, parmi les gros producteurs de superphosphate et, en France, les principaux fabricants de noir animal. Entre-temps, en 1848, le créateur du groupe a aussi fondé le Crédit du Nord et placé ses neveux à la tête de la banque.
À sa mort en 1881, Frédéric Kuhlmann dirige une société qui va encore se développer puis procéder à des fusions pour former l'un des principaux groupes industriels chimiques français au XXe siècle, appelé le plus souvent « Établissements Kuhlmann ». L'entreprise est dirigé par Édouard Agache, le gendre du fondateur de 1897 à 1919. En 1913, l'entreprise occupe la 40e place au palmarès des plus grandes entreprises françaises. 
Mais la Première Guerre mondiale survient et le nord de la France est occupé par les Allemands. Donat Agache, petit-fils de Frédéric Kuhlmann, multiplie les implantations en dehors des zones de conflits, en particulier dans l'Ouest, et aux alentours de Marseille (Port-de-Bouc et L'Estaque). La production des engrais laisse place à celle des acides sulfuriques monohydratés, qui approvisionnent par exemple la poudrerie de Saint-Chamas par 10 000 tonnes par mois (utile à l’industrie militaire). La reconversion agricole se fait à nouveau entre les deux guerres. Les nouvelles usines sont financées par une introduction en Bourse et vingt augmentations de capital entre 1916 et 1930, selon les calculs de l'historien Hervé Joly. La part de la famille diminue, mais les descendants conservent des postes de direction.
En 1924, le groupe fusionne, à la demande de l'État, avec la Compagnie nationale des matières colorantes, elle-même issue d'une fusion en 1917 de la société chimique des matières colorantes de Saint-Denis avec une société du même secteur dans la région lyonnaise. Les années 1920 voient le développement des matières plastiques et résines synthétiques par le groupe, alors que le pétrole devient plus abondant et moins cher. Les usines produisent alors  notamment des superphosphates, des acides nitriques, du dibromure d’éthylène, du dichloréthane et du bromure de méthyle.
Dès 1936, c'est la onzième capitalisation boursière française, après la montée en puissance des sociétés industrielles françaises à la Bourse.
Pendant la Seconde Guerre mondiale, l'occupant allemand exige de détenir, via le groupe chimique allemand IG Farben, la majorité des parts dans une  nouvelle société regroupant toutes les activités dans les colorants, y compris les Établissements Kuhlmann.
Le groupe deviendra ensuite « Ugine-Kuhlmann » après avoir fusionné en décembre 1966 avec le groupe français d'aciers spéciaux Ugine et la « Société des Produits Azotés ». En 1971, une  autre fusion, avec Péchiney, donne naissance au premier groupe industriel privé français, Pechiney-Ugine-Kuhlmann. Ce géant de la chimie française produit alors notamment de l'acide brohydrique, du bromure de méthyle, du perchloro-méthylmercaptan, de l'anhydride sulfureux,de la  pâte de carbone amorphe, des lessives de soudes et du chlorure de vinyle monomère.

## Sites
- Usine de Loos-lès-Lille (1825-)

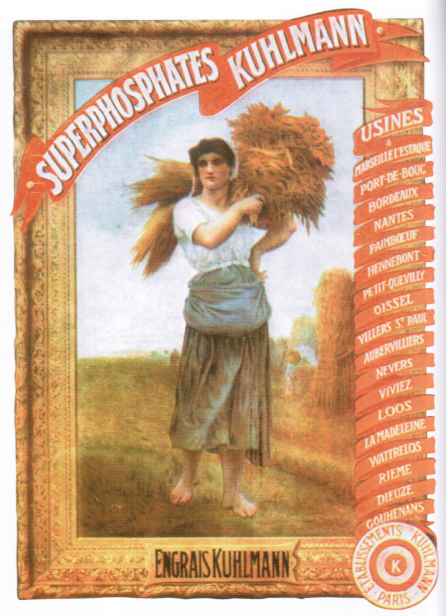
Affiche promotionnelle pour les engrais aux superphosphates Kulhmann

- Usine de Saint-André-lez-Lille (1845-)
- Usine d'Amiens (1845-)
- Usine de La Madeleine-lès-Lille (1847-)
- Usine de Miramas (1918-1944)
- Usine de Gouhenans (1927-1955)
- Usine de l'Estaque
- Usine de Port-de-Bouc
- Usine de Bordeaux
- Usine de Chocques
- Usine de Nantes
- Usine de Paimboeuf
- Usine de Hennebont
- Usine de Huningue
- Usine du Petit-Quevilly
- Usine de Oissel
- Usine de Villers Saint Paul
- Usine Aubervilliers
- Usine de Nevers
- Usine Viviez
- Usine Wattrelos
- Usine de Rieme
- Usine de Dieuze[7]
- Site d'enfouissement de Wintzenheim